# Евлах (станция)
Евла́х (азерб. Yevlax) — станция Азербайджанской железной дороги в одноимённом городе на линии Баку — Тбилиси — Карс.

## История
Движение через Евлах было открыто в конце XIX века после завершения строительства железной дороги Тбилиси — Баку. В 1912 году от Евлаха началось строительство ответвления — узкоколейной железной дороги до города Шуша через Барду, Агдам и Ханкенди. Из-за Первой мировой войны строительство линии было отложено, после окончания войны возобновлено, но в итоге линия была открыта только в 1942 году и только до Степанакерта. В 1967 году участок до Агдама был перешит на широкую колею, в конце 1970-х после перешивки участка Агдам — Степанакерт было открыто пассажирское движение до Степанакерта. После начала карабахского конфликта движение на участке Евлах — Ханкенди от станций Тертер в сторону Ханкенди прекращено и не возобновлено до сих пор.